# Christian Albrecht af Slesvig-Holsten-Gottorp
Christian Albrecht (eller Christian Albrekt), Hertug af Slesvig-Holsten-Gottorp (født 3. februar 1641 på Gottorp Slot i Slesvig by, død  6. januar 1695 på Gottorp Slot) var hertug i de gottorpske dele af hertugdømmerne Slesvig og Holsten fra 1659 til 1695. Han var søn af hertug Frederik 3. og Marie Elisabeth af Sachsen. Han var gift med Frederikke Amalie af Danmark, som var datter af Frederik 3. og søster til Christian 5.
I 1665 grundlagde Christian Albrecht universitetet i Kiel. I hans regeringsperiode sluttede de regulære landdage i hertugdømmerne. Den sidste egentlige landdag fandt sted i 1675. Adelens stilling blev svækket.
Det kom til flere konflikter mellem Christian Albrecht og hans medhertug og konge Christian 5.. Konflikten drejede sig om de gottorpske dele i Hertugdømmet Slesvig.
Han blev efterfulgt som hertug af sin søn Frederik.

## Ægteskab og børn
Christian Albrecht giftede sig den 24. oktober 1667 på Glücksborg Slot med Prinsesse Frederikke Amalie af Danmark (1649–1704), datter af Kong Frederik 3. af Danmark og Sophie Amalie af Braunschweig-Lüneburg. I ægteskabet blev der født fire børn:
| Navn                             | Født                             | Død                              | Bemærkninger                                                                                     |
| Med Frederikke Amalie af Danmark | Med Frederikke Amalie af Danmark | Med Frederikke Amalie af Danmark | Med Frederikke Amalie af Danmark                                                                 |
| -------------------------------- | -------------------------------- | -------------------------------- | ------------------------------------------------------------------------------------------------ |
| Sophie Amalie                    | 19. januar 1670                  | 27. februar 1710                 | Gift 7. juli 1695 med Hertug August Vilhelm af Braunschweig-Wolfenbüttel                         |
| Frederik 4.                      | 18. oktober 1671                 | 19. juli 1702                    | Hertug af Slesvig-Holsten-Gottorp 1695–1702 Gift 12. maj 1698 med Hedvig Sofia af Sverige        |
| Christian August                 | 11. januar 1673                  | 24. april 1726                   | Fyrstbiskop af Lübeck 1705–1726 Gift 2. september 1704 med Albertine Frederikke af Baden-Durlach |
| Marie Elisabeth                  | 21. marts 1678                   | 17. juli 1755                    | Abbedisse i Quedlinburg 1718–1755                                                                |